# Горована мадагаскарська
Горована мадагаскарська (Hypsipetes madagascariensis) — вид горобцеподібних птахів родини бюльбюлевих (Pycnonotidae). Мешкає на Мадагаскарі та на сусідніх островах Індійського океану.

## Підвиди
Виділяють три підвиди:
- H. m. madagascariensis (Müller, PLS, 1776) — Мадагаскар і Коморські острови;
- H. m. grotei (Friedmann, 1929) — острови Глорйоз;
- H. m. rostratus (Ridgway, 1893) — атол Альдабра.

## Поширення і екологія
Мадагаскарські горовани живуть в різноманітних природних середовищах, які включають в себе сухі і вологі рівнинні тропічні ліси, гірські тропічні ліси, мангрові зарості, савани, поля, плантації, парки і сади.